# كأس الخليج العربي 21
كأس الخليج العربي 2013 (خليجي 21) كانت النسخة الحادية والعشرون من بطولة كأس الخليج العربي، وأقيمت في البحرين من 5 إلى 18 يناير 2013. وقد كان من المفترض أن تعقد في البصرة، العراق ولكن تقرر تغير مكان البطولة بسبب عدم استعداد العراق على الاستضافة ومشكلة الأمن في البلاد لذلك استضافتها البحرين.

## الفرق
ثمانية منتخبات سوف تشارك في المسابقة.
- الإمارات العربية المتحدة (حامل اللقب)
- البحرين (المستضيف)
- العراق
- عمان
- الكويت
- قطر
- السعودية
- اليمن

## القرعة
ثمانية فرق تم تقسيمها إلى مجموعتين، حيث وضع البحرين (البلد المضيف) في المجموعة الأولى، والكويت (حامل اللقب) في المجموعة الثانية، في حين ستوزع الفرق المتبقية في أوعية على أساس تصنيف الفيفا.
تم إجراء القرعة في المنامة يوم 18 أكتوبر 2012.

### التصنيف
| الوعاء | المنتخب                  | تصنيف الفيفا |
| A      | البحرين (مستضيف)         | 115          |
| A      | الكويت (حامل اللقب)      | 112          |
| B      | العراق                   | 80           |
| B      | عمان                     | 95           |
| C      | قطر                      | 101          |
| C      | السعودية                 | 113          |
| D      | الإمارات العربية المتحدة | 116          |
| D      | اليمن                    | 157          |

## حفل الافتتاح
أقيم حفل افتتاح دورة كأس الخليج 2013 في استاد البحرين الوطني يوم 5 يناير 2013. شهد هذا الحدث حضور حمد بن عيسى بن سلمان آل خليفة ملك مملكة البحرين وأعضاء من الأسرة الحاكمة وجوزيف بلاتر رئيس الاتحاد الدولي لكرة القدم وميشيل بلاتيني رئيس الاتحاد الأوروبي لكرة القدم فضلا عن مسؤولين آخرين. وأشاد بلاتر بالحفل مبينا أن حفل الافتتاح كان لطيف جدا وحقق 9.5 من أصل 10 بسبب عدم وجود الكمال في أي عمل. وبعد الحفل وقال بلاتر أيضا أن المستوى التنظيمي للدورة سيتوجب التحسين إذا كانوا يرغبون في وضعه ضمن الرزنامة الدولية على أن تعلن بالتزامن مع كأس الأمم الأفريقية.

## دور المجموعات
جميع الأوقات حسب (ت ع م+03:00).
معايير حسم التعادل
إذا تساوى فريقان أو أكثر في عدد النقاط يتم تحديد المراكز على النحو التالي:
1. عدد النقاط
2. فارق الأهداف
3. نتيجة مباراة الفريقين
4. يتم اللجوء للقرعة في حال ظل التعادل

### المجموعة أ
| فريق                     | لعب | ف | ت | خ | له | عليه | ف.أ | نقاط |
| ------------------------ | --- | - | - | - | -- | ---- | --- | ---- |
| الإمارات العربية المتحدة | 3   | 3 | 0 | 0 | 7  | 2    | +5  | 9    |
| البحرين                  | 3   | 1 | 1 | 1 | 2  | 2    | 0   | 4    |
| قطر                      | 3   | 1 | 0 | 2 | 3  | 5    | −2  | 3    |
| عمان                     | 3   | 0 | 1 | 2 | 1  | 4    | −3  | 1    |

| البحرين | 0–0   | عمان |
| ------- | ----- | ---- |
|         | تقرير |      |

| قطر                 | 1–3   | الإمارات العربية المتحدة              |
| ------------------- | ----- | ------------------------------------- |
| إبراهيم 11' (ركلة.) | تقرير | عبد الرحمن 13' · مبخوت 29' · أحمد 66' |

| قطر                             | 2–1   | عمان               |
| ------------------------------- | ----- | ------------------ |
| إبراهيم 56' (ركلة.) · السيد 88' | تقرير | الحضري 71' (ركلة.) |

| البحرين     | 1–2   | الإمارات العربية المتحدة |
| ----------- | ----- | ------------------------ |
| المالود 75' | تقرير | مبخوت 40' · حسن 85'      |

| الإمارات العربية المتحدة | 2–0   | عمان |
| ------------------------ | ----- | ---- |
| خليل 83'، 86'            | تقرير |      |

| البحرين          | 1–0   | قطر |
| ---------------- | ----- | --- |
| عايش 25' (ركلة.) | تقرير |     |

### المجموعة ب
| فريق     | لعب | ف | ت | خ | له | عليه | ف.أ | نقاط |
| -------- | --- | - | - | - | -- | ---- | --- | ---- |
| العراق   | 3   | 3 | 0 | 0 | 5  | 0    | +5  | 9    |
| الكويت   | 3   | 2 | 0 | 1 | 3  | 1    | +2  | 6    |
| السعودية | 3   | 1 | 0 | 2 | 2  | 3    | −1  | 3    |
| اليمن    | 3   | 0 | 0 | 3 | 0  | 6    | −6  | 0    |

| الكويت                | 2–0   | اليمن |
| --------------------- | ----- | ----- |
| ناصر 63' · المطوع 82' | تقرير |       |

| السعودية | 0–2   | العراق                       |
| -------- | ----- | ---------------------------- |
|          | تقرير | شاكر 18' · هوساوي 72' (ه.ذ.) |

| العراق   | 1–0   | الكويت |
| -------- | ----- | ------ |
| أحمد 29' | تقرير |        |

| اليمن | 0–2   | السعودية                  |
| ----- | ----- | ------------------------- |
|       | تقرير | القحطاني 33' · المولد 86' |

| الكويت   | 1–0   | السعودية |
| -------- | ----- | -------- |
| ناصر 13' | تقرير |          |

| العراق                 | 2–0   | اليمن |
| ---------------------- | ----- | ----- |
| إسماعيل 16' · أحمد 36' | تقرير |       |

## مرحلة خروج المغلوب
|  | نصف النهائي              | نصف النهائي       |   |                   | النهائي                           | النهائي |
|  |                          |                   |   |                   |                                   |         |
|  | 15 يناير – الرفاع        |                   |   |                   |                                   |         |
|  | الإمارات العربية المتحدة | 1                 |   |                   |                                   |         |
|  | الكويت                   | 0                 |   |                   |                                   |         |
|  |                          |                   |   |                   |                                   |         |
|  |                          |                   |   |                   | 18 يناير – الرفاع                 |         |
|  |                          |                   |   |                   | الإمارات العربية المتحدة (ب.و.إ.) | 2       |
|  |                          | العراق            | 1 |                   |                                   |         |
|  |                          |                   |   |                   |                                   |         |
|  |                          |                   |   |                   |                                   |         |
|  |                          |                   |   |                   | المركز الثالث                     |         |
|  | 15 يناير – الرفاع        | 15 يناير – الرفاع |   | 18 يناير – الرفاع | 18 يناير – الرفاع                 |         |
|  | العراق (ج.)              | 1 (4)             |   | الكويت            | 6                                 |         |
|  | البحرين                  | 1 (2)             |   |                   | البحرين                           | 1       |

### نصف النهائي
| الإمارات العربية المتحدة | 1–0   | الكويت |
| ------------------------ | ----- | ------ |
| خليل 89'                 | تقرير |        |

| العراق                                | 1–1 (ب.و.إ.) | البحرين                      |
| ------------------------------------- | ------------ | ---------------------------- |
| محمود 18'                             | تقرير        | بابا 61'                     |
| ركلات الترجيح                         |              |                              |
| ياسين · إسماعيل · سالم · محمود · صبري | 4–2          | حسين · عايش · ضياء · المالود |

### مباراة فاصلة للمركز الثالث
| الكويت                                                                        | 6–1   | البحرين |
| ----------------------------------------------------------------------------- | ----- | ------- |
| خميس 35'، 38'، 54' (ركلة.) · عبد الرحمن الشمري 65' · المطوع 66' · السليمي 71' | تقرير | يوسف 1' |

### النهائي
| الإمارات العربية المتحدة      | 2–1 (ب.و.إ.) | العراق    |
| ----------------------------- | ------------ | --------- |
| عبد الرحمن 28' · الحمادي 107' | تقرير        | محمود 81' |

| بطل كأس الخليج العربي 2013                 |
| ------------------------------------------ |
| · الإمارات العربية المتحدة · للمرة الثانية |

## الهدافون
3 أهداف
| - عبد الهادي خميس | - أحمد خليل |  |

هدفان
| - حمادي أحمد - يونس محمود - بدر المطوع | - يوسف ناصر - خلفان إبراهيم - عمر عبد الرحمن | - علي مبخوت |

هدف
| - فوزي عايش - حسين علي بابا - عبد الوهاب المالود - عبد الله يوسف هلال - ضرغام إسماعيل | - سلام شاكر - عبد الرحمن الشمري - عبد العزيز السليمي - إسماعيل الحمادي - ماجد حسن | - محمد أحمد - فهد المولد - ياسر القحطاني - حسين الحضري - محمد السيد |

هدف ذاتي
- أسامة هوساوي (لعب ضد العراق)

## إحصائيات
يظهر هذا الجدول أداء كل فريق.
| ترتيب                 | فريق                     | فرق | عليه | له | خ | ت | ف | لعب |
| --------------------- | ------------------------ | --- | ---- | -- | - | - | - | --- |
| المرحلة النهائية      |                          |     |      |    |   |   |   |     |
| 1                     | الإمارات العربية المتحدة | 7+  | 3    | 10 | 0 | 0 | 5 | 5   |
| 2                     | العراق                   | 4+  | 3    | 7  | 1 | 1 | 3 | 5   |
| 3                     | الكويت                   | 6+  | 3    | 9  | 2 | 0 | 3 | 5   |
| 4                     | البحرين                  | 5−  | 9    | 4  | 2 | 2 | 1 | 5   |
| أقصي في دور المجموعات |                          |     |      |    |   |   |   |     |
| 5                     | السعودية                 | 1−  | 3    | 2  | 2 | 0 | 1 | 3   |
| 6                     | قطر                      | 2−  | 5    | 3  | 2 | 0 | 1 | 3   |
| 7                     | عمان                     | 3−  | 4    | 1  | 2 | 1 | 0 | 3   |
| 8                     | اليمن                    | 6−  | 6    | 0  | 3 | 0 | 0 | 3   |

## الجائزة النقدية والجوائز

### الجائزة النقدية
أعطيت الجائزة النقدية للمنتخبات التي احتلت المراكز الأربع الأولى بالريال السعودي حسب التالي:
- المركز الأول: 2،000،000 ريال.
- المركز الثاني: 1،500،000 ريال.
- المركز الثالث: 500،000 ريال.
- المركز الرابع: 250،000 ريال.

### الجوائز
وقدمت الجوائز التالية:
| الجائزة            | اللاعب                    | المبلغ       |
| ------------------ | ------------------------- | ------------ |
| جائزة اللعب النظيف | العراق                    | 200,000 ريال |
| الهداف             | عبد الهادي خميس أحمد خليل | 100,000 ريال |
| أفضل لاعب          | عمر عبد الرحمن            | 100,000 ريال |
| أفضل حارس مرمى     | نور صبري                  | 100,000 ريال |

## وصلات خارجية
- الموقع الرسمي
- موقع كأس الخليج